# キッド・ピストルズシリーズ
キッド・ピストルズシリーズは山口雅也による中編、短編推理小説のシリーズ。現実世界とは少し異なるパラレル英国を舞台に、マザー・グースに見立てた事件が繰り広げられる。2010年までに短編小説集5冊、ゲームブック1冊、ゲームブックを元にした小説1冊が出版されている。また、霜月かいり作画によって漫画化されている。

## 概要
現実世界との違いとして、この世界の英国では探偵の権限が著しく強化されていることが挙げられる。

### 世界設定
長期不況と慢性的な失業率の高さ、凶悪犯罪の頻発と事件解決率の低下、捜査陣の士気低下に警察機構の腐敗、賄賂の横行。こういった問題を一挙に解決しようと政府は捜査官の採用基準を大きく緩めて増員を画策した。しかし、これが裏目に出て、いわゆる町の不良少年や前科持ちの失業者がスコットランドヤードに捜査官として大量に雇用され、警察の凋落には拍車がかかった。
その一方で、民間の私立探偵たちは依頼された事件を解決し、国民の信頼を得て、探偵皇を頂点とする探偵士協会を設立。自身も名探偵であった英国王族の働きかけもあり、終身貴族の身分と探偵士（マスター・オブ・デテクティヴ）の称号を授かるようになる。更には議会で、探偵士が検察・警察に72時間だけ優先して捜査権を行使できるエドワード法が可決されるに至って、ついに、スコットランドヤードは探偵士協会の事実上の下部組織となった。

## 主な登場人物
スコットランドヤードの国家特異事件処理課（National Unbelievable Trouble Section）、略してNUTS（気が狂った、馬鹿なという意味もある。参考:wikt:en:nuts）
キッド・ピストルズ
七色に染めたモヒカン刈りのヘアスタイル。安全ピンを突き刺したTシャツに鋲を打った黒い革ジャンパーといったパンク・ファッション。
服装とはうらはらに常識人な面も多い。
警官への道を進むことになったきっかけは、「キッド・ピストルズの慢心 -キッド最初の事件-」で語られている。
ピンク・ベラドンナ
三色に染め分けられたボサボサ頭。大雑把な性格をしている。
警官への道を進むことになったきっかけは、「ピンク・ベラドンナの改心 -ボンデージ殺人事件-」で語られている。
探偵士
ヘンリー・ブル
「だらしない男の密室」「13人目の探偵士」に登場。
ベヴァリー・ルイス
「超子供たちの安息日」「13人目の探偵士」に登場。

## キッド・ピストルズの冒涜 (The Blasphemy of Kid Pistols)
1991年発表。東京創元社。
巻頭に「なぜ駒鳥を殺したのか?」という考察を収録。
このミステリーがすごい!1993年国内編8位。
1. 「むしゃむしゃ、ごくごく」殺人事件 The "Victuals and Drink" Murder
2. カバは忘れない Hippopotamus Can Remember
3. 曲がった犯罪 The Crooked Crime
4. パンキー・レゲエ殺人 The Punky Reggae Murder

## 13人目の探偵士
1993年発表。講談社ノベルス
ゲームブック『13人目の名探偵』を元にした長編小説。小説を元にプレイステーション、セガサターン用ゲームソフト『Cat the Ripper 13人目の探偵士』も発売された。
あらすじ
探偵士百年祭（『緋色の研究』発表から100年を記念する）に湧くロンドンで、11人の探偵士が連続して殺害される。この事件を解決した探偵士こそ次期探偵皇と目される中、探偵皇・クリストファー・ブラウニング卿が12人目の犠牲者となる。

## キッド・ピストルズの妄想 (The Delusion of Kidd Pistols)
1993年発表。創元推理文庫。
黄金の13の1編。このミステリーがすごい!1994年国内編2位。
1. 神なき塔
2. ノアの最後の航海
3. 永劫の庭

## キッド・ピストルズの慢心 (The Self-Conceit of Kidd Pistols)
1995年発表。講談社。
1. キッド・ピストルズの慢心 -キッド最初の事件- The Self-Conceit of Kidd Pistols -The Kidd Pistols' First Case-
2. 靴の中の死体 -クリスマスの密室- The Body in the Shoe -The Locked-Room at Christmas-
3. さらわれた幽霊 The Kidnaped Ghost
4. 執事の血 The Blood of the Butler
5. ピンク・ベラドンナの改心 -ボンデージ殺人事件- The Reform of Pink Belladonna -The Bondage Murder Case-

## キッド・ピストルズの最低の帰還 (The Fuckin' Return of Kidd Pistols)
2008年発表。光文社。
1. 誰が駒鳥を殺そうが -キッド・ピストルズの最低の帰還
2. アリバイの泡
3. 教祖と七人の女房と七袋の中の猫
4. 鼠が耳をすます時
5. 超子供たちの安息日

## キッド・ピストルズの醜態 (The Shameful Conduct of Kidd Pistols)
2010年発表。光文社。
1. だらしない男の密室 -キッド・ピストルズの醜態
2. 《革服の男》が多過ぎる
3. 三人の災厄の息子の冒険 -キッド・ピストルズの醜態、再び

## 漫画版
『ミステリービィストリート』（幻冬舎）に連載されたが雑誌休刊により終了。
幻冬舎コミックスより全1巻。「Vol.1」表記はあるが2巻は発売されていない。
- 『キッド・ピストルズ パンク=マザーグースの事件簿』霜月かいり、ISBN 978-4-344-80290-2、2003年9月
  - ノアの最後の航海
  - キッド・ピストルズの慢心